# 活着 (電影)
《活着》(英語：To Live)，1994年中國大陆電影 - 香港電影，改编自余華的同名小说，由张艺谋執導，葛优、巩俐领衔主演。此片获得1994年第47届戛纳电影节评审团大奖、最佳男演员奖等，获评1995年英國電影學院獎最佳外語片。故事主角夫妻历经中国近现代多个不同时代（从中华民国政府统治中国大陆末期的1940年代到中华人民共和国文化大革命时期），历经家国磨难坎坷，政治波动，父亲、母亲、儿子、女儿相继离开人世，而始终顽强的活着，见证中国近代的巨变。
除了1940年代土地改革运动的情节外，该片大量着墨中共建政后，在毛澤東的若干政策，人民公社运动、大跃进运动、文化大革命等社会背景下，主角的悲剧。因为中国共产党在该片及原著中的负面形象，该片在拍摄完成后被指责为“诋毁社会主义法制，诋毁执政党执政能力”，未通过中国的电影审查，未能在中国大陆電影院公映。2020年前，在中国大陆网络上，如爱奇艺等平台允许付费视频流播放，其影像出版物亦可在中国大陆和国际市场上购得。2020年后，电影被中国大陆流媒体下架。

## 劇情
徐褔貴（葛优飾）原是1940年代的富家子弟，然而他生性好賭懶惰，老父長嘆愚子不可教，妻子家珍（鞏俐飾）也屢勸不果。褔貴長期遭賭場皮影戲班主龍二（倪大宏飾）暗算，屢賭屢敗，記帳連連，懷有第二胎的家珍再也忍不下去，只得帶著女兒鳳霞（張璐、肖聰、劉天池飾）一同回娘家，離開不長進的丈夫。褔貴賭癮難清，終有一晚把家中資產全數輸光，讓龍二輕易取得徐家大宅庭園。徐老爺在資產轉讓之日當場氣死，褔貴帶著年邁多病的母親離開大宅，一時之間由呼喝成性的闊少爺，墮落成無家無妻的流浪者。
褔貴離開大宅後，只得在路邊做起小生意，與母親勉勉強強活下去。一年多後，家珍得知丈夫已去除賭癮，便帶同鳳霞和出生不久的兒子有慶回家，一家人在小屋開始新生活。褔貴一天回到原先的大宅，向當初贏盡自己一切的龍二低聲下氣，想借點錢做生意養家。龍二沒借錢，倒是把以前謀生的一箱皮影戲道具借了給褔貴，畢竟褔貴還能唱得一口好戲，讓他靠此自力更生。
日子一天一天的過，褔貴也沒糟蹋這個重生的機會，組了個戲班四處演出賺錢，親手養活家中妻子老少。不料，國共內戰戰火漫天，一天褔貴的戲班被國民黨軍隊逮到，他和跟班春生（郭濤飾）被抓作國軍俘虜，自此有家歸不得。在軍隊中，他們遇見了參軍的同鄉老全（李連義飾），三人彼此關照，老全的心態就是活著下來，尋找自己失散的兄弟。凜冬已至，春生在一片死人堆中找出幾件大衣保暖，老全乍然發現這死人堆是自己兄弟所屬的連。同時，共產黨解放軍殺到，老全被共产党狙击手开枪打死，褔貴和春生舉手投降，轉為解放軍俘虜。然而，二人的皮影戲功夫沒有浪費，在軍中為軍人表演，鼓勵士氣，並以此活了下來。
1949年，共產黨奪得中國政權，春生隨解放軍南下，一圓駕駛汽車之夢。「革命有功」的褔貴也回到家中，與失散多時的家珍重聚，次子有慶（董飛飾）也漸漸長大，但長女鳳霞卻因病失聲，母親也早已與世長辭，等不到兒子回家的一天。新政府為家珍安排了一份送水的工作，一家人賴以為生。一天，鎮長（牛犇飾）到褔貴家中串門，告訴他政府正進行土地改革運動，被定性為「地主」的龍二因不肯交出徐家大宅，在「公審惡霸大會」上以「反革命破壞」之罪判了死刑。褔貴暗自慶幸，若當初沒有把大宅輸給龍二，被槍斃的人可是自己，他讓家珍把解放軍簽核的革命證書掛在牆上，女的送水男的唱戲，一生以貧民身份活下去。
50年代，共產黨發動「三面紅旗」運動，號召「全民大煉鋼」，全國各家獻出鋼鐵，日夜不停土法煉鋼，小至學生也得參與。有慶已經連續幾天不停勞動，家珍想兒子好好休息，但一天區長前來檢查學校的煉鋼進度，褔貴想著全民煉鋼之事己家不可怠慢，還是背著疲勞不堪的有慶到學校去。褔貴對兒子說：「我們家現在是一頭小雞，雞長大後變成鵝，鵝長大後變成羊，羊長大後變成牛，牛以後就是共產主義了」，寄語兒子要好好成長，等待以後的好日子。天意弄人，有慶在學校牆邊睡著，同樣幾夜未眠的區長不慎倒車撞牆，牆磚把有慶狠狠砸死。天意更弄人，這名區長竟然是當年和褔貴出生入死的好友春生，由於中共的全民大煉鋼，徐家自此痛失一骨肉。
60年代，正值「文化大革命」政治熱潮，全民參與「破四舊、立四新」，鎮長勸說褔貴燒掉家中的皮影戲箱，褔貴也只得把陪伴自己生涯起跌的靈魂寄託燒之殆盡。此時的鳳霞已然亭亭玉立，家珍夫婦倆也著手為她找人出嫁。在鎮長做媒下，一名瘸腿工人萬二喜（姜武飾）來到褔貴家相親，小倆口一見鍾情，相處融洽。一片「天大地大不如黨的恩情大」歌聲襯托下，新人拜過毛主席像，結成夫婦。
這是中國對毛澤東個人崇拜到達最高峰的時代，不少人被打成「走資派」，連一直關照褔貴一家的鎮長也不例外。一天，二喜陪伴懷胎的鳳霞回到娘家報喜，但同時告知褔貴，春生也被打成走資派的一員，告訴褔貴一家與之劃清界線。而春生在某個晚上偷偷溜到褔貴家門前，告訴褔貴自己老婆已經自殺，自己也萬念俱灰，只求褔貴收下自己的存款，了結多年來不慎撞死有慶的心結。家珍長年以來對喪兒一事懷恨在心，幾次對春生避而不見，這回終於願意趟開心房面對春生，夫婦倆都要春生要好好活著，因為他還欠徐家一條人命。
另一邊，鳳霞臨盆將至，褔貴、家珍、二喜都滿心歡喜的準備迎接新生命。但醫院中所有具經驗的醫生都被批鬥趕走，剩下一堆從護理學院來的紅衛兵學生當值，讓褔貴一家放不下心來。喜從中來，悲也從中來，鳳霞成功把小男孩生出來，自己卻產後大出血，負責接生的紅衛兵缺乏經驗，對眼前的意外毫無辦法。二喜急急從反動牛棚找來的婦產科王教授餓了太久，一時吃了太多饅頭而撐得當場昏迷，病床上的鳳霞白白的失救而死，由於中共的文化大革命，徐家自此再痛失一骨肉。
若干年後，鳳霞遺子取小名饅頭，家珍履行對女兒生前的承諾，每年給饅頭拍一回照片。饅頭玩弄著手中的一群小雞，問他的外公褔貴小雞長大以後會怎樣，褔貴告訴孫子：「雞長大後變成鵝，鵝長大後變成羊，羊長大後變成牛」。但經歷這一切後，褔貴回答不出「牛以後就是共產主義了」這答案了。

## 演员名单
- 葛优　饰　福貴
- 巩俐　饰　家珍
- 牛犇　饰　村长
- 郭涛　饰　春生
- 姜武　饰　二喜
- 倪大宏　饰　龍二
- 李連義　饰　老全
- 張璐　饰　凤霞（幼年）
- 肖聰　饰　凤霞（少年）
- 刘天池　饰　凤霞（成年）
- 董飞　饰　有庆

## 奖项
- 1994年戛纳电影节- 評審團大獎 (Grand Prix du Jury)[1]
- 1994年戛纳电影节- 天主教人道精神獎（Prix du jury œcuménique）[1]
- 1994年戛纳电影节- 最佳男演员奖 (葛優)[1]
- 1995年英国电影学院奖- 最佳非英语电影[1]
- 1995年金球奖最佳外语片提名[1]

## 外部連結
- 開眼電影網上《活著》的資料（繁體中文）
- 豆瓣电影上《活著》的資料 （简体中文）
- 时光网上《活著》的資料（简体中文）
- AllMovie上《活著》的资料（英文）
- 爛番茄上《活著》的資料（英文）
- 香港影庫上《活著》的資料（繁體中文）
- 互联网电影数据库（IMDb）上《活著》的资料（英文）